# Frisksjön (Loftahammars socken, Småland, 642257-155368)
Frisksjön är en sjö i Västerviks kommun i Småland och ingår i Vindån-Storåns huvudavrinningsområde. Sjön är 11,3 meter djup, har en yta på 2,82 kvadratkilometer och är belägen 4,2 meter över havet. Sjön avvattnas av vattendraget Landbäcken. Vid provfiske har bland annat abborre, braxen, gers och gädda fångats i sjön.

## Delavrinningsområde
Frisksjön ingår i det delavrinningsområde (642422-155257) som SMHI kallar för Utloppet av Frisksjön. Medelhöjden är 18 meter över havet och ytan är 14,03 kvadratkilometer. Det finns inga avrinningsområden uppströms utan avrinningsområdet är högsta punkten. Avrinningsområdets utflöde Landbäcken mynnar i havet. Avrinningsområdet består mestadels av skog (51 procent) och jordbruk (19 procent). Avrinningsområdet har 2,75 kvadratkilometer vattenytor vilket ger det en sjöprocent på 19,6 procent.

## Fisk
Vid provfiske har följande fisk fångats i sjön:
- Abborre
- Braxen
- Gärs
- Gädda
- Mört
- Sarv
- Sutare